# Atelopus dimorphus
Espèce
Statut de conservation UICN

 DD  : Données insuffisantes
Atelopus dimorphus est une espèce d'amphibiens de la famille des Bufonidae.

## Répartition
Cette espèce est endémique de la province de Leoncio Prado dans la région de Huánuco au Pérou. Elle se rencontre entre 1 650 et 1 800 m d'altitude sur le versant occidental de la cordillère Azul.

## Description
Les mâles mesurent de 21,6 à 24,2 mm et la femelle 31,3 mm.

## Publication originale
- Lötters, 2003 : On the systematics of the harlequin frogs (Amphibia: Bufonidae: Atelopus) from Amazonia. III: A new remarkably dimorphic species from the Cordillera Azul, Peru. Salamandra, vol. 39, p. 169-180 (texte intégral).